# Carpocoris mediterraneus
Carpocoris mediterraneus es una especie de insecto de la familia Pentatomidae. Se distribuye por el centro-sur de Europa, Oriente Próximo y el norte de África.

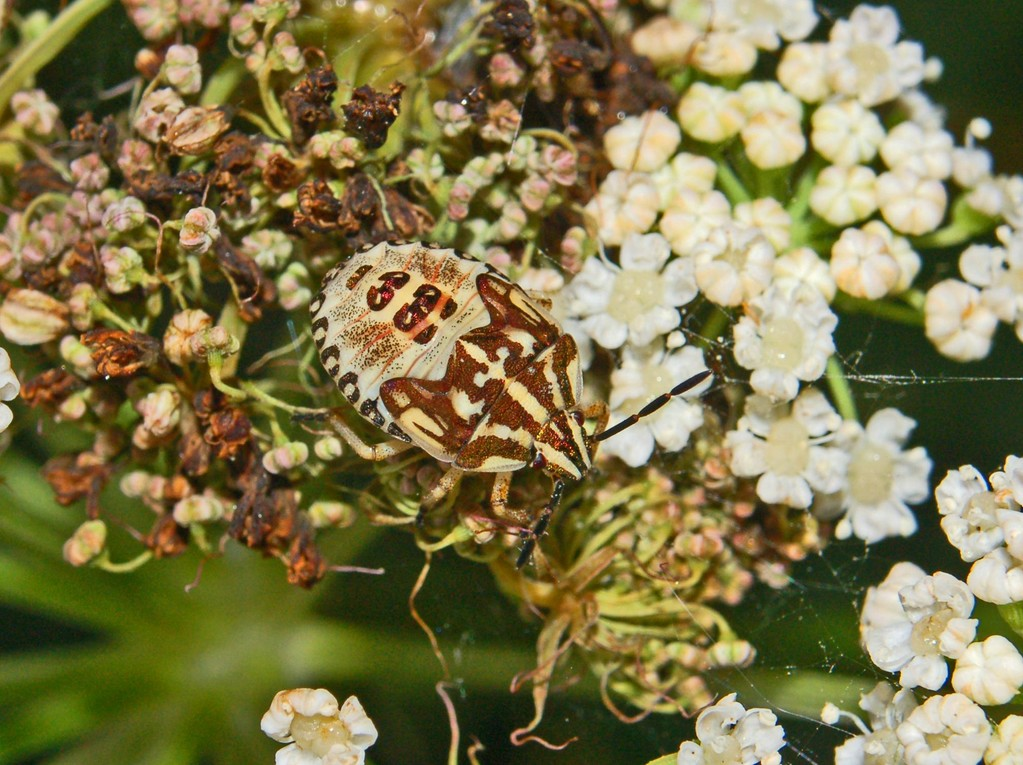
Ninfa de Carpocoris mediterraneus